# Agelena kiboschensis
Agelena kiboschensis là một loài nhện trong họ Agelenidae.
Loài này thuộc chi Agelena. Agelena kiboschensis được Roger de Lessert miêu tả năm 1915.